# Сайм, Джордж
Джордж Брэндер Сайм (англ. George Brander Sime; 28 февраля 1915, Глазго — 9 сентября 1990, Сент-Олбанс, Хартфордшир) — шотландский и британский хоккеист на траве, защитник. Серебряный призёр летних Олимпийских игр 1948 года.

## Биография
Джордж Сайм родился 28 февраля 1915 года родился в британском городе Глазго.
С 17 лет играл в хоккей на траве за «Стэппс» из Глазго.
В 1937—1951 годах выступал за сборную Шотландии, с 1950 года был её капитаном.
В 1948 году вошёл в состав сборной Великобритании по хоккею на траве на летних Олимпийских играх в Лондоне и завоевал серебряную медаль. Играл на позиции защитника, провёл 5 матчей, мячей не забивал.
Умер 7 сентября 1990 года в британском городе Сент-Олбанс.